# Суві-Анне Сіімес
Сіні Маарія Суві-Анне Сіімес (фін. Sini Maaria Suvi-Anne Siimes; нар. 1 червня 1963, Гельсінкі, Фінляндія) — фінська політикиня, колишня членкиня Комітету закордонних справ, делегат від Фінляндії в Раді Північних країн, колишня голова Лівого альянсу Фінляндії. 

## Життєпис

### Ранні роки
Народилася 1 червня 1963 року в Гельсінкі в родині викладачів, дитинство провела в районі Малмі. Закінчила школу, навчалася в Гельсінському університеті за спеціальністю практична філософія, згодом перейшла на спеціальність економіка. У 1993 році отримала ступінь бакалавра політичних наук.

### Політична кар'єра
За словами самої Сіімес, вона потрапила у політику випадково. Вона приєдналася до Лівого альянсу незадовго до муніципальних виборів 1992 року. До свого обрання до парламенту Сіімес була членкинею муніципальної ради і правління Похья в 1993—1998 роках.
Сіімес стала головою Лівого альянсу у 1998 році, коли Клаас Андерссон залишив цю посаду, перейшовши на посаду міністра культури першого уряду Ліппонена. Сіімес була вперше обрана депутатом на виборах 1999 року, пропрацювавши рік міністром культури і головою своєї партії. У другому уряді Ліппонена, сформованому після цих виборів, Сіімес була другим міністром фінансів і міністром житлового будівництва, а на заключних етапах також міністром співробітництва з метою розвитку.
У 2003 році, після того як партія перейшла в опозицію, Сіімес стала членом парламенту від парламентської групи Лівого альянсу. 
У січні 2004 року головний редактор газети «Кансан Уутістен» Юр'є Раутіо оголосив, що залишає посаду головного редактора газети й одночасно виходить із партії. Раутіо розкритикував Лівий альянс за відмову від своїх ідей і розкритикував політику Сіімес як популістську.
У січні 2005 року Сіімес на зустрічі з представниками парламентської групи і лівого союзного руху «Ай» оголосила, що якщо Яакко Лааксо буде прийнятий як кандидат на парламентських виборах 2007 року, вона покине партію. Сіімес не прийняла політику безпеки Лааксо і його прихильників. 
Яакко Лааксо не був виключений зі списку кандидатів Лівого альянсу. Тоді Сіімес подала у відставку з посади голови партії, відмовилася висувати свою кандидатуру на парламентських виборах і заявила, що навіть не голосуватиме за Лівий альянс, поки колишні та нинішні учасники-таїстоїсти є його кандидатами. 1 березня 2006 року Сіімес оголосила, що йде з поста керівництва Лівого альянсу і не збирається знову балотуватися на парламентських виборах 2007 року. 

### Після політики
На європейських виборах 2009 року Сіімес підтримала Рісто Пенттілу, кандидата від Національної коаліційної партії.
Після відходу з політики Сіімес у 2007—2011 роках обіймала посаду генерального директора асоціації фармацевтичної діяльності. У вересні 2011 року була обрана головою захисної організації фінських страховиків трудових пенсій. Діяльність Сіімес також зазнала критики на цій посаді.

## Сім'я
Має трьох дітей (Ніколаос, Ірінья і Ольга), одружена з доктором Карі Пенккілем.

## Роботи
- Американський щоденник та інші записи. Публікації Фонду Юр'є Сіроли 1/2000. Гельсінкі. ISBN 951-9455-72-8.
- Приховані образи політики. Гельсінкі: Отава, 2002. ISBN 951-1-17715-X.
- Небо починається з землі. Листи (з монахинею Кристодул). 2006.
- Конкурс. 2006.
- Фасад політики. Гельсінкі: Отава, 2007. ISBN 978-951-1-21469-4.